# Markt Schwaben
Markt Schwaben è un comune tedesco di 11 115 abitanti, situato nel land della Baviera.

## Amministrazione

### Gemellaggi
- Ostra